# Rochelle Diamond
Rochelle (Shelley) Diamond est une chercheuse en biologie, activiste queer et présidente de l’association Out to Innovate. Elle travaille comme spécialiste des applications et responsable de laboratoire dans l'installation de cytométrie en flux et de tri cellulaire du California Institute of Technology.

## Jeunesse et éducation
Rochelle grandit à Phoenix, Arizona. Au cours de sa dernière année d'université, Diamond épouse un homme. Son mari sait qu’elle est lesbienne, et accepte la situation. Ils divorcent après 10 ans de mariage.
Elle fait son coming out auprès de sa famille lorsqu’elle à 20 ans, et obtient un double diplôme universitaire en biochimie et biologie moléculaire de l’université de Californie à Santa Barbara en 1974.

## Carrière
Rochelle est spécialiste des applications et responsable de laboratoire de l'installation de cytométrie en flux et de tri cellulaire du California Institute of Technology à Pasadena, en Californie,. Le laboratoire étudie les cellules immatures du système immunitaire humain et les signaux qui influencent les rôles spécialisés que peuvent jouer les cellules.
Elle est élue au titre honorifique de compagnon de l’Association américaine pour l'avancement des sciences (AAAS) en 2008.

## Activisme
Rochelle s’interesse au militantisme après avoir vécu l’homophobie dans sa vie personnelle et professionnelle. En 1981, elle est forcée de quitter le City of Hope Research Institute où elle travaillait lorsqu'un collègue découvre qu'elle est gay, et commence à saboter ses expériences,.
Rochelle aide à démarrer Out to Innovate (anciennement la  National Organization of Gay and Lesbian Scientists and Technical Professionals (NOGLSTP)). Elle devient ensuite présidente émérite de l'organisme,,. Elle consacre son travail dans la NOGLSTP à la visibilité des personnes LGBTQ + dans les domaines scientifiques, et à la lutte contre la discrimination à laquelle les personnes LGBTQ + sont confrontées sur le lieu de travail,. Elle pense que « les scientifiques et les ingénieurs sont plus productifs lorsqu'ils peuvent être eux-mêmes ». Une partie de son travail pour accroître la visibilité des personnes queer dans les domaines scientifiques comprend la tenue d'une liste courante de « scientifiques queer historiquement remarquables » et le soutien d'un programme de mentorat permettant aux jeunes étudiants et scientifiques de rencontrer des personnes plus âgées dans la carrière de leur choix.
Elle reçoit le prix Walt Westmann par l’association Out to Innovate en 2004.

## Vie privée
Rochelle épouse la chimiste Barbara Belmont après leur rencontre dans la communauté activiste queer de Los Angeles. Elles sont mariés depuis plus de 30 ans.